# Tengissee
Der Tengissee (kasachisch Теңіз; russisch Тенгиз) ist ein Salzsee in Kasachstan. Der See befindet sich inmitten der Kasachischen Schwelle.
Der See ist 1590 km² groß, bis zu 8 m tief und besitzt zahlreiche Inseln. In den See mündet der Fluss Nura, er ist jedoch abflusslos. In ihm landete 1976 das Raumschiff Sojus 23.

## Korgalzhyn-Naturreservat
Der See und die umliegenden Steppengebiete werden durch das Korgalzhyn-Naturreservat geschützt. Zu den Besonderheiten zählt eine der nördlichsten Populationen von Flamingos. Dazu kommen Nonnenkraniche, Pelikane und verschiedene Greifvögel. Insgesamt leben 300 Vogelarten im Schutzgebiet. Das Reservat ist eine wichtige Raststation für Zugvögel und beherbergt eine der größten Konzentrationen an Vögeln in ganz Asien. Der Tengissee kann alleine etwa 15 Millionen Vögel ernähren. Die Landschaft um den See wird von baumlosen Steppen beherrscht. Hier leben Wölfe, Murmeltiere und Saiga-Antilopen.
Seit 2008 zählt das Schutzgebiet zum UNESCO-Welterbe Saryarka – Steppe und Seen Nordkasachstans.
Der See wird in der Ramsar-Liste als wichtiges Vogelgebiet geführt.